# ديغوو ريستريبو
ديغوو ريستريبو (بالإنجليزية: Diego Restrepo)‏ (25 فبراير 1988 بماردة في فنزويلا - ) هو لاعب كرة قدم أمريكي في مركز حراسة المرمى. شارك مع منتخب الولايات المتحدة تحت 17 سنة لكرة القدم ومنتخب الولايات المتحدة تحت 20 سنة لكرة القدم. أما مع النوادي، فقد لعب مع أمريكا دي كالي وديبورتيفو تاشيرا وTampa Bay Rowdies ‏ وتشارلوت إندبنتنس وIMG Academy Bradenton ‏ وMetropolitanos F.C. ‏ وFort Lauderdale Strikers (2006–2016) ‏.

## روابط خارجية
- ديغوو ريستريبو على موقع قاعدة بيانات كرة القدم.إي يو (الإنجليزية)
- ديغوو ريستريبو على موقع Soccerway.com (الإنجليزية)